# Gyömrő
Gyömrő – miasto na Węgrzech, w komitacie Pest, w powiecie Monor.